# La Chica del Sur
La Chica del Sur (bra A Garota do Sul) é um documentário argentino dirigido por José Luis Garcia.

## Elenco
Alejandro Kim como José Luis Garcia
Lim Sukyung como Chica del Sul